# Olof (II) Björnsson
Olof Björnsson, in norreno Olàfr Björnsson, detto anche Olaf (... – 975 circa), è stato un re semi-leggendario svedese.

## Storia
Secondo la Hervarar saga ok Heiðreks e la Styrbjarnar þáttr Svíakappa, regnò assieme al fratello Eric il Vittorioso.
Sposato con Ingeborg Thrandsdotter, fu il padre di Styrbjörn Starke e di Gyrid (data in sposa ad Aroldo Denteazzurro) e morì avvelenato.
La Styrbjarnar þáttr Svíakappa riporta che suo figlio Styrbjörn Starke quando crebbe reclamò per sé metà del regno. Tuttavia non riuscì ad imporsi su suo zio Erik, che divenne l'unico regnante.